# Heladia
Heladia – imię żeńskie pochodzenia greckiego (‘Ελλαδιος – Helladios), od ‘Ελλαδος (Hellados) oznaczającego „grecki”.
Męskim odpowiednikiem jest Heladiusz
Heladia imieniny obchodzi 8 stycznia, 18 lutego, 8 maja, 25 maja i 28 maja.